# Ceiber Ávila
Ceiber David Ávila Segura (* 26. Mai 1989 in San Pedro de Urabá, Antioquia) ist ein kolumbianischer Boxer im Fliegengewicht.

## Karriere
Der 1,68 m große Rechtsausleger gewann 2009 eine Bronzemedaille bei den Panamerikameisterschaften in Mexiko, nachdem er im Halbfinale gegen Paulo Carvalho verloren hatte. Er nahm anschließend an den Weltmeisterschaften 2009 in Italien teil und schied dort im ersten Kampf gegen Dawid Airapetjan aus.
2010 gewann er mit Finalsieg gegen Julião Neto die Südamerikaspiele in Kolumbien und sicherte sich nach Finalniederlage gegen Jonathan González die Silbermedaille bei den Zentralamerika- und Karibikspielen 2010 in Puerto Rico.
Bei den Weltmeisterschaften 2011 in Aserbaidschan besiegte er Leandro Zárate, ehe er im Achtelfinale gegen Pürewdordschiin Serdamba unterlag. Bei den Panamerikaspielen 2011 in Mexiko schied er im Viertelfinale gegen Joselito Velásquez aus.
Die Panamerikameisterschaften 2013 beendete er im Viertelfinale nach einer Niederlage gegen Orlando Huitzil.
2014 gewann er Bronze bei den Südamerikaspielen in Chile und Silber bei den Zentralamerika- und Karibikspielen in Mexiko. Er hatte dabei unter anderem Jeyvier Cintrón besiegt und verlor gegen Julião Neto bzw. Yosvany Veitía.
Durch Siege gegen Andres Campos, David Jiménez und Leonel de los Santos qualifizierte er sich für die Panamerikaspiele 2015 in Kanada, wo er im Halbfinale erneut gegen Yosvany Veitía verlor und eine Bronzemedaille gewann. Dasselbe Ergebnis erzielte er bei den Panamerikameisterschaften 2015 in Venezuela. Bei den Weltmeisterschaften 2015 in Katar schied er im Viertelfinale zum vierten Mal gegen Yosvany Veitía aus, nachdem er zuvor Yoel Finol geschlagen hatte.
2016 nahm er an den Olympischen Spielen in Brasilien teil, wo er im Viertelfinale gegen Michail Alojan unterlag.
2017 gewann Ávila die Silbermedaille bei den Panamerikameisterschaften in Honduras nach Finalniederlage gegen Yosvany Veitía und qualifizierte sich damit für die Weltmeisterschaften 2017 in Deutschland. Dort besiegte er im Achtelfinale Niall Farrell, unterlag jedoch anschließend gegen Jasurbek Latipov.
2018 gewann er die Silbermedaille bei den Südamerikaspielen in Bolivien und die Goldmedaille bei den Zentralamerika- und Karibikspielen in Kolumbien. Er schlug dabei im Finalkampf Rodrigo Marte.
Bei den Weltmeisterschaften 2019 in Jekaterinburg schied er vor dem Erreichen der Medaillenränge gegen Kurt Walker aus. Bei den Panamerikanischen Spielen 2019 in Lima erreichte er einen fünften Platz und qualifizierte sich aufgrund seiner kontinentalen Ranglistenplatzierung für die 2021 in Tokio ausgetragenen Olympischen Spiele. Bei Olympia siegte er gegen Mohammad Al-Wadi und Everisto Mulenga, ehe er im Viertelfinale mit 2:3 gegen Samuel Takyi ausschied.

## Weiteres
Seit Februar 2016 boxt Ceiber Ávila für das Team „Heroicos de Colombia“ in der World Series of Boxing (WSB). Darüber hinaus ist er Gewinner der Bolivarian Games 2009, 2013 und 2017, sowie Sieger internationaler Turniere in Venezuela, Peru und Ecuador. Dabei schlug er auch den zweifachen Olympiasieger Robeisy Ramírez.